# Koeweit

Kaart van Koeweit

Koeweit (uitspraak: [ˈkuʋɛɪt]; Arabisch: الكويت, al-Kuwayt, [ɪl‿ɪkweːt] of [lɪkweːt]), officieel de Staat Koeweit (Arabisch: دولة الكويت, Dawlat al-Kuwayt), is een klein olierijk emiraat op het Arabisch Schiereiland in Azië aan de kust van de Perzische Golf, grenzend aan Saoedi-Arabië in het zuiden en Irak in het noorden. De hoofdstad is de gelijknamige stad. In Koeweit-Stad en het bijbehorende stedelijk gebied wonen zo'n 2,8 miljoen mensen.

## Geografie
Koeweit is ongeveer half zo groot als Nederland. Het land is onderdeel van de Grote Arabische Woestijn. Koeweit heeft geen bergen, rivieren of meren van betekenis. Het hoogste punt ligt op 300 meter boven zeeniveau. Aan de noordkust van de Perzische Golf ligt een aantal eilanden, zie hiervoor: Lijst van eilanden van Koeweit, waarvan Bubiyan het grootste is. In het noorden en westen grenst het land voor 254 kilometer aan Irak en het deelt verder een grens van 221 kilometer met Saoedi-Arabië. De kustlijn heeft een lengte van 499 kilometer. Minder dan 1% van het land kan voor de landbouw worden gebruikt. De hoge temperatuur en een gebrek aan zoet water maken de omstandigheden voor landbouw zeer ongunstig.

## Klimaat
Koeweit heeft een woestijnklimaat en het is er heet en droog. De gemiddelde maximale dagtemperatuur ligt op 34°C, het gemiddelde dagminimum op 20°C. De hoeveelheid neerslag is gemiddeld iets meer dan 110 millimeter per jaar en in december en januari valt de meeste regen. In de zomer komen zandstormen voor.
| Maand                  | jan | feb | mrt | apr | mei | jun | jul | aug | sep | okt | nov | dec | Jaar |
| ---------------------- | --- | --- | --- | --- | --- | --- | --- | --- | --- | --- | --- | --- | ---- |
| Gemiddeld maximum (°C) | 20  | 22  | 27  | 35  | 41  | 45  | 47  | 47  | 44  | 37  | 28  | 22  | 34   |
| Gemiddeld minimum (°C) | 9   | 10  | 14  | 20  | 25  | 29  | 31  | 30  | 26  | 22  | 15  | 10  | 20   |
|                        |     |     |     |     |     |     |     |     |     |     |     |     |      |
| Neerslag (mm)          | 30  | 11  | 18  | 12  | 0   | 0   | 0   | 0   | 0   | 1   | 19  | 26  | 116  |

## Demografie
De bevolking heeft sinds 1965 een snelle groei doorgemaakt. Buitenlanders, niet Koeweiti, maken ongeveer 60% van de totale bevolking uit.
| Jaar | Koeweiti  | Buitenlanders | Totaal    | Aandeel Koeweiti in totaal |
| ---- | --------- | ------------- | --------- | -------------------------- |
| 1965 | 168.793   | 298.546       | 467.339   | 36%                        |
| 1975 | 307.755   | 687.082       | 994.837   | 31%                        |
| 1985 | 470.473   | 1.226.828     | 1.697.301 | 28%                        |
| 1995 | 653.616   | 921.954       | 1.575.570 | 41%                        |
| 2005 | 860.324   | 1.333.327     | 2.193.651 | 39%                        |
| 2015 | 1.390.357 | 1.856.265     | 3.246.622 | 43%                        |
| 2020 | 1.365.717 | 3.099.350     | 4.464.521 | 31%                        |

Arabieren maken circa 57% van de bevolking van Koeweit uit. In de 20e eeuw is de bevolking van Koeweit, vooral door inwijking van arbeiders (de zogeheten expats), vervijftigvoudigd, van enkele tienduizenden inwoners naar 2.993.706 (2020). Onder de expats zijn veel stateloze Arabieren (aangeduid als bedoen; Arabisch voor zonder, niet te verwarren met Bedoeïenen). Veel gastarbeiders komen uit Pakistan, India, Bangladesh, Nepal en de Filipijnen. Zij worden soms slecht behandeld, vooral de vrouwen die werken als huishoudelijke hulp.
De belangrijkste steden zijn Koeweit-stad en Hawalli.

## Religie
Meer dan 85% van de inwoners van Koeweit is moslim. Circa 10% is christen, vooral gastarbeiders uit de Filipijnen. Deze mogen hun geloof belijden, maar evangeliseren is streng verboden. De St. Pauluskerk (geconsacreerd in 1956) staat in Ahmadi. Voor de eigen inwoners is het officieel verboden over te gaan tot een andere godsdienst. In 2012 werd er een wetsvoorstel ingediend dat het verbiedt andere dan islamitische gebedshuizen te bouwen.

## Geschiedenis
Koeweit was deel van het Kalifaat van de Rashidun gevolgd door de Omajjaden en vanaf de 8e eeuw de Abbasiden. Het werd later opgenomen in het Ottomaanse Rijk (16e eeuw), waar het uiteindelijk een zekere vorm van autonomie verkreeg als prinsdom. De huidige heersende familie stamt van een van deze prinsen af, sjeik Sabah I bin Jaber, die heerste van 1752 tot 1762.
In 1899 tekende de toenmalige prins, sjeik Mubarak Al-Sabah, een verdrag met de Britten, waarmee het een Brits protectoraat werd. In 1914 erkende de Britse overheid Koeweit als een onafhankelijke overheid, zij het nog onder Britse protectie. In 1961 werd Koeweit volledig onafhankelijk. Inmiddels had de ontdekking van olie tot grote rijkdom geleid. Dit trok veel gastarbeiders aan, die geen staatsburgerschap konden verwerven.
Hoewel Koeweit tijdens de Irak-Iranoorlog (1980-1988) een bondgenoot van Irak was, werd het land op 2 augustus 1990 door Irak bezet en geannexeerd. Beide landen waren op dat moment lid van de Verenigde Naties. Deze bezetting betekende het begin van de Golfoorlog van 1990-1991, waarin Koeweit op 26 februari 1991 door een internationale coalitie onder leiding van de Verenigde Staten werd bevrijd. Na dit conflict kreeg Irak een herstelbetaling door de Veiligheidsraad van de VN opgelegd, op grond van het bepaalde in Hoofdstuk VII van het VN-Handvest.
Tot 1991 vormden Palestijnen 30% van de bevolking van Koeweit. Toen Irak het land binnenviel koos de PLO, onder leiding van Yasser Arafat, de kant van Saddam Hoessein. Na de bevrijding van Koeweit werden veel Palestijnen uit Koeweit verdreven. Inmiddels zijn Palestijnen weer welkom, maar hebben ze nog steeds geen recht op werk in de publieke sector.

## Staatsinrichting
Koeweit is een monarchie. Het staatshoofd is de emir, een semi-erfelijke titel. De emir benoemt de premier. Een ministerraad staat de premier bij in diens taak als regeringsleider.
De Majlis-al-Oemma van Koeweit, het parlement (met recht van initiatief), bestaat uit vijftig leden. De leden worden voor vier jaar gekozen. In 1999 werd een decreet van de Emir tot toekenning van het kiesrecht aan vrouwen door het parlement ongedaan gemaakt, maar sinds 2005 zijn ook vrouwen stemgerechtigd en mogen zij gekozen worden. Op 12 juni 2005 werd de eerste vrouwelijke minister benoemd.
Op 4 maart 2007 bood het Koeweitse kabinet zijn ontslag aan, nadat het parlement een motie van wantrouwen tegen de minister van volksgezondheid had uitgesproken.
Het land behoort tot de Arabische Liga.

## Gouvernementen
Koeweit is verdeeld in zes gouvernementen (muḩāfaz̧at):
- Ahmadi (Arabisch: الأحمدي, Al Aḩmadī)
- Farwaniya (Arabisch: الفروانية, Al Farwānīyah)
- Al-Asimah = Arabisch voor Hoofdstad (Arabisch: العاصمة, Al Kuwayt (Al ‘Āşimah))
- Jahra (Arabisch: الجهراء, Al Jahrā’)
- Hawalli (Arabisch: حولى, Ḩawallī)
- Mubarak Al-Kabier (Arabisch: مبارك الكبير, Mubārak al Kabīr)

## Economie
Voor de ontdekking van aardolie was het belangrijkste exportproduct van Koeweit de parel.
In de jaren dertig van de 20e eeuw waren het Britse Anglo-Persian, het latere BP, en het Amerikaanse Gulf Oil geïnteresseerd om naar olie te zoeken in het land. De twee werden door de sjeik van Koeweit tegen elkaar uitgespeeld en ze besloten daarom de krachten te bundelen. Zij richtten in december 1933 de Kuwait Oil Company (KOC) op en kregen allebei 50% van de aandelen van het bedrijf in handen. Op 23 december 1934 werd het contract ondertekend. De KOC kreeg voor een periode van 75 jaar het exclusieve recht om naar olie te zoeken en deze te winnen. Sjeik Ahmad kreeg een aanbetaling van 35.700 pond sterling. Hij kreeg ook 7150 pond per jaar zolang er geen olie was aangetroffen. Was olie aangetoond dan werd het bedrag verhoogd tot 18.800 pond per jaar of meer afhankelijk van de productiehoeveelheden.
In 1935 begon de zoektocht naar olie in het land en op 23 februari 1938 werd olie aangeboord in het Burgan veld in het zuidoosten van het land. Door de Tweede Wereldoorlog liep de ontwikkeling vertraging op, maar in juni 1946 werd de eerste tanker met olie geladen. In 1974 nam Koeweit een aandelenbelang van 60% in KOC, de twee partners bleven met een minderheidsbelang deelnemen. Een jaar later maakte de regering bekend de rest van de aandelen ook te willen overnemen. Op 6 december 1975 werd KOC volledig genationaliseerd. In 1980 bracht het land alle olie- en gasactiviteiten, inclusief de KOC, samen onder in de Kuwait Petroleum Corporation.

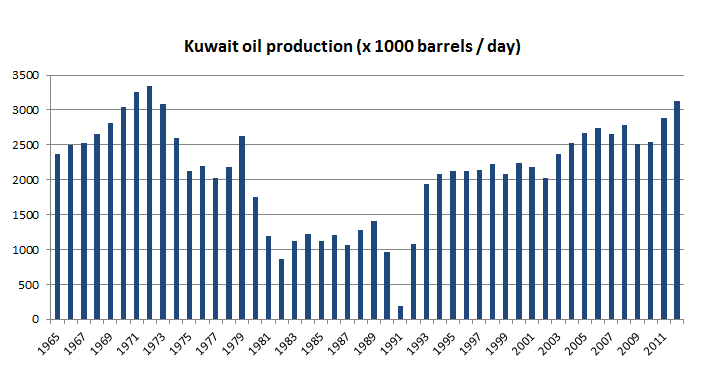
Olieproductie Koeweit tussen 1965-2012. Bron: BP statistical review of world energy 2013.

De economie van Koeweit draait vooral op de grote oliereserves. De olieproductie ligt tussen de 2,5 en 3 miljoen vaten per dag en heeft hiermee een dominant aandeel in de economische activiteiten van het land. Het bruto binnenlands product (bnp) bedroeg in 2010 zo’n $ 125 miljard. De hoogte van het bnp wordt sterk beïnvloed door de olieproductie en nog meer door fluctuaties in de olieprijs. De export bestaat nagenoeg volledig uit olie en olieproducten en bijna alles moet geïmporteerd worden. Desondanks heeft Koeweit een enorm overschot op de handelsbalans. In de periode 2007 tot en met 2010 was het gemiddelde overschot 33% van het bnp.
In 2014 produceerde het land 166 miljoen ton olie-equivalent (Mtoe), 93% olie en 7% gas. Dat was veel meer dan nodig voor de energievoorziening, het TPES (total primary energy supply): 34 Mtoe. Het land exporteerde 130 Mtoe fossiele brandstof meer dan het importeerde. Van de energie ging ongeveer 20 Mtoe verloren bij conversie, vooral elektriciteitsopwekking met olie en gas. 3 Mtoe werd gebruikt voor niet-energetische producten zoals smeermiddelen, asfalt en petrochemicaliën. Voor eindgebruikers resteerde 14 Mtoe waarvan 4 Mtoe = 46 TWh elektriciteit. De uitstoot van kooldioxide was 86 megaton, dat is 23 ton per persoon. Het wereldgemiddelde is 4,5 ton per persoon.
De overheidsinkomsten bestaan bijna volledig uit olieopbrengsten. Slechts één zesde van de inkomsten zijn niet aan de olie gerelateerd. Hierbinnen maken de inkomsten van beleggingen het grootste deel uit en andere inkomsten, waaronder belastingen, zijn minimaal. De inkomsten liggen ver boven de uitgaven waardoor de begroting sinds eind jaren 90 een groot overschot vertoont De regering heeft al in 1953 een apart fonds opgericht, de Kuwait Investment Authority (KIA), die de overschotten in binnen- en buitenland belegt. Op zijn minst gaat 10% van de olie-inkomsten in dit fonds bestemd voor toekomstige generaties. Wanneer de olie-inkomsten gaan dalen als de reserves zijn uitgeput, is dit de spaarpot waaruit geleefd kan worden. Hoeveel geld KIA heeft belegd, is geheim. Het vermogen wordt door buitenstaanders geschat op meer dan $ 400 miljard.
De werkloosheid is laag en bedroeg in 2010 minder dan 3%. Circa 82% van de Koeweiti werken in functies die aan de overheid zijn gerelateerd en slechts 18% heeft een baan in het bedrijfsleven. Er zijn meer Koeweiti vrouwen aan het werk dan mannen. Verder is een zeer grote groep buitenlandse werknemers die vooral in private sectoren actief zijn. De 1,7 miljoen buitenlandse werknemers vertegenwoordigen iets meer dan 80% van de beroepsbevolking. Buitenlandse werknemers zijn met overgrote meerderheid mannen. Vanwege dit hoge aandeel zijn er in het verleden initiatieven geweest om dit aantal terug te dringen. Worden buitenlandse werknemers werkloos dan moeten zij het land verlaten, maar het structurele effect van deze maatregelen is nauwelijks zichtbaar. Wanneer een Koeweiti 55 jaar wordt, gaat hij met pensioen. Koeweit heeft een uitgebreid snelwegnet.

## Naslagwerk
- (en)  The Prize: The Epic Quest for Oil, Money & Power. Auteur Daniel Yergin. Uitgeverij Simon & Schuster, New York, 1992, ISBN 0 671 79932 0